# Ecteinascidia imperfecta
Ecteinascidia imperfecta är en sjöpungsart som beskrevs av Takasi Tokioka 1950. Ecteinascidia imperfecta ingår i släktet Ecteinascidia och familjen Perophoridae. Inga underarter finns listade i Catalogue of Life.